# Turistická značená trasa 7216
 Turistická značená trasa 7216 je 2 km dlouhá žlutě značená trasa Klubu českých turistů v okrese Trutnov spojující rozcestí pod Kolínskou boudou s údolím říčky Čisté. Její převažující směr je jihozápadní. Trasa se nachází na území Krkonošského národního parku.

## Průběh trasy
Turistická trasa má svůj počátek na rozcestí pod Kolínskou boudou. Prochází jím červeně značená trasa 0407 z Černé hory na Chalupu na Rozcestí a modře značená trasa 1814 z Javořího dolu do Janských Lázní. S trasou 1814 vede trasa 7216 asi 300 metrů v souběhu.
Trasa 7216 v celé délce využívá horskou cestu zvanou Luční svážnice a po ní klesá jihozápadozápadním směrem severním úbočím Černé hory nad údolím Stříbrného potoka a říčky Čisté. Nakonec klesne až na dno údolí na rozcestí s modře značenou trasou 1812 z Pece pod Sněžkou do Černého Dolu.

## Historie
Počáteční rozcestí se dříve nacházelo na Lučinách u dnes již vyhořelé Bobí boudy. Trasa klesala k jihovýchodu po pěšině nejprve loukou a posléze lesem, překračovala Stříbrný potok a napojovala na Luční svážnici.